# Christian Death
Christian Death är ett amerikanskt rockband som grundades 1979 i Los Angeles County, Kalifornien av Rozz Williams. Andra medlemmar som gick med i bandet var Rikk Agnew på gitarr, James McGearty på basgitarr och George Belanger på trummor. Tillsammans lanserade de 1982 debutalbumet Only Theatre of Pain, som var inflytelserikt i grundandet av deathrock likväl som den amerikanska gothkulturen.
Efter debutalbumet så splittrades bandmedlemmarna och vid lanseringen av Christian Deaths andra studioalbum Catastrophe Ballet (1984) hade Valor Kand gått med i bandet. Året därpå, vid lanseringen av Ashes, lämnade Williams och Kand blev istället frontman. Därmed bestod Christian Death inte längre av några originalmedlemmar och detta beslut har under lång tid splittrat bandets fans.